# Pandaka pygmaea
Pandaka pygmaea је зракоперка из реда Perciformes и фамилије Gobiidae. 

## Угроженост
Ова врста је крајње угрожена и у великој опасности од изумирања.

## Распрострањење
Врста има станиште у Индонезији и Сингапуру.

## Станиште
Станишта врсте су речни екосистеми и слатководна подручја.